# 京都市道181号京都環状線
京都市道181号京都環状線（きょうとしどう181ごう きょうとかんじょうせん）は、東山三条交差点（京都府京都市東山区）から反時計回りに河原町十条交差点（京都市南区）に至る主要地方道である京都市道。

## 概要
道路は環状に、東側を東大路通（東山通）、北側を北大路通、西側を西大路通、南側を十条通（鳥羽通）の名で呼ばれる通りで構成される。環状線の南東部にあたる終点の河原町十条から起点の東山三条までは、河原町通や東大路通などの道路により結ばれており、五条バイパスが開通していない1954年（昭和29年）の本路線認定当時は、起点となる東山三条交差点以南の東大路通が国道1号であり、今でも国道24号上にある河原町十条交差点と併せ、国道が起終点となっていた。

### 路線データ
京都市公報に基づく起終点および経過地は次のとおり。
- 起点 : 京都市東山区元粟田学区西海子町[2]（東山三条交差点＝京都府道37号二条停車場東山三条線終点、京都府道143号四ノ宮四ツ塚線[注釈 2]交点）
- 終点 : 京都市南区東九条柳下町[注釈 3][2]（河原町十条交差点＝国道24号上）
- 重要な経過地 : 市道東大路通から北へ、北大路、西大路、二級国道京都小浜[注釈 4]、一級国道九号[注釈 5]、西大路、鳥羽通、府道京都停車場墨染線の各一部を経過して陶化橋西詰の河原町通まで[2]

### 京都市道路現況表に基づく起終点・総延長
- 起点：京都府京都市東山区西海子町38番地地先[1]（東山三条交差点）
- 終点：京都府京都市南区東九条柳下町18番地地先[1]（河原町十条交差点）
- 総延長：18,202.2メートル[1]

## 歴史
本路線は、道路法（昭和27年法律第180号）第56条の規定に基づき、京都市道の東大路、北大路、西大路、鳥羽通の各一部を主要な市道として1954年に指定された。

### 年表
- 1954年（昭和29年）1月20日
建設省（当時）が京都環状線を主要地方道として指定[3]。
- 1954年（昭和29年）3月11日
京都市が市道4路線の各一部を京都環状線として主要地方道認定[2]。

## 地理

### 通過する自治体
- 京都府
京都市（東山区 - 左京区 - 北区 - 中京区 - 右京区 - 下京区 - 南区）

### 交差する道路
- 京都府道143号四ノ宮四ツ塚線（東大路通＝東山通、三条通）
- 京都府道37号二条停車場東山三条線（三条通）
- 京都市道187号鹿ヶ谷嵐山線（丸太町通）
- 京都府道101号銀閣寺宇多野線（今出川通）
- 京都府道30号下鴨大津線（御蔭通）
- 京都市道182号蹴上高野線（北大路通）
- 国道367号（川端通、北大路通、烏丸通）
- 下鴨東通
- 京都府道40号下鴨静原大原線（下鴨本通）
- 京都府道32号下鴨京都停車場線（下鴨本通）
- 下鴨中通
- 下鴨西通
- 加茂街道
- 室町通
- 新町通
- 京都府道38号京都広河原美山線（堀川通）
- 猪熊通
- 大宮通
- 船岡東通
- 今宮門前通
- 京都府道31号西陣杉坂線（千本通）
- 京都市道183号衣笠宇多野線（鞍馬口通）
- 廬山寺通
- 上立売通
- 京都府道101号銀閣寺宇多野線（今出川通）
- 京都府道101号銀閣寺宇多野線（一条通）
- 仁和寺街道
- 京都府道129号花園停車場大将軍線（妙心寺道＝上ノ下立売通）
- 京都市道187号鹿ヶ谷嵐山線（丸太町通）
- 太子道
- 御池通
- 京都府道112号二条停車場嵐山線（三条通）
- 六角通
- 蛸薬師通
- 京都市道186号嵐山祇園線（四条通）
- 国道9号（五条通）
- 京都府道113号梅津東山七条線（七条通）
- 京都府道142号沓掛西大路五条線（八条通）
- 国道171号（九条通）
- 国道1号（京阪国道）
- 大宮通
- 油小路通
- 烏丸通
- 国道24号（竹田街道、十条通）
- 京都府道115号伏見港京都停車場線（竹田街道）

### 沿線
- 京都市営地下鉄東西線東山駅
- 京都文教学園（京都文教高等学校、京都文教中学校、京都文教短期大学附属小学校）
- みやこめっせ（日図デザイン博物会館、京都市勧業館、京都市伝統産業ふれあい館）
- ロームシアター京都
- 川端警察署
- 熊野神社
- 京都大学医学部附属病院
- 京都市立近衛中学校
- NTT西日本京都支店京都吉田別館
- 京都大学
- 知恩寺
- 京都市立養正小学校
- 叡山電鉄叡山本線元田中駅
- 京都市立養徳小学校
- 京都市立高野中学校
- 洛北阪急スクエア
- 左京郵便局
- 大谷大学
- キタオオジタウン（イオンモール北大路）
- 京都市営地下鉄烏丸線北大路駅
- 京都市立紫明小学校
- 京都市北区役所
- 京都教育大学附属京都小中学校
- 京都市立紫野小学校
- 大徳寺
- 京都市立紫野高等学校
- 船岡山公園
- 元京都市立楽只小学校
- 京都府立盲学校高等部
- 金閣寺（鹿苑寺）
- 平野神社
- 京都市立衣笠小学校
- 学校法人ヴィアトール学園（洛星中学校・高等学校）
- 京福電気鉄道北野線北野白梅町駅
- 京都市立北野中学校
- 西日本旅客鉄道（JR西日本）嵯峨野線円町駅
- 京都市立朱雀第四小学校
- 京都市立西京高等学校
- 京福電気鉄道嵐山本線西大路三条駅
- 学校法人両洋学園京都両洋高等学校
- 阪急電鉄京都本線、京福電気鉄道嵐山本線西院駅
- 京都市立病院
- 京都市立看護短期大学
- 京都市立七条第三小学校
- 日本新薬本社
- 西日本旅客鉄道（JR西日本）JR京都線西大路駅
- 元京都市立洛陽工業高等学校
- 京都市立吉祥院小学校
- イオン京都洛南ショッピングセンター
- 京都市立洛南中学校
- 大同マルタ染工
- 近畿日本鉄道京都線十条駅
- 京都南ゴルフガーデン
- 京都市営地下鉄烏丸線十条駅